# Liste der Einträge im National Register of Historic Places im Chippewa County (Wisconsin)

Lage des Chippewa County in Wisconsin

Die Liste der Registered Historic Places im Chippewa County in Wisconsin führt alle Bauwerke und historischen Stätten im Chippewa County auf, die in das National Register of Historic Places aufgenommen wurden.

## Legende
| NRHP | Historic Place    |
| HD   | Historic District |

## Aktuelle Einträge
| [ 2 ] | Name                                            | Bild                                            | Eintragsdatum        | Lage                                                                                  | Ort            | Beschreibung |
| ----- | ----------------------------------------------- | ----------------------------------------------- | -------------------- | ------------------------------------------------------------------------------------- | -------------- | --- |
| 1     | Bridge Street Commercial Historic District      | Bridge Street Commercial Historic District      | 1994 ID-Nr. 94000648 | Bridge Street zwischen Columbia Street und Spring Street 44° 56′ 12″ N, 91° 23′ 34″ W | Chippewa Falls | 33 von 1873 bis 1943 errichtete Gebäude; darunter das 1873 im neuromanischen Stil errichtete Gebäude der First National Bank, verschiedene in den 1880er Jahren im Italianate-Stil errichtete Gebäude, der 1890 errichtete Caesar Harness Shop und das 1908 im neoklassizistischen Stil errichtete Federal Building |
| 2     | Chippewa Shoe Manufacturing Company             | Chippewa Shoe Manufacturing Company             | 1994 ID-Nr. 94000133 | 28 West River Street 44° 56′ 4″ N, 91° 23′ 30″ W                                      | Chippewa Falls | 1910 errichtete Fabrik, in der ursprünglich Schuhwerk für Holzfäller hergestellt wurde |
| 3     | Cook-Rutledge House                             | Cook-Rutledge House                             | 1974 ID-Nr. 74000060 | 505 West Grand Avenue 44° 55′ 56″ N, 91° 23′ 57″ W                                    | Chippewa Falls | 1873 im Italianate-Stil errichtetes Wohnhaus des Juristen und späteren Vizegouverneurs James M. Bingham; 1887 an Edward Rutledge verkauft, der ein enger Mitarbeiter des Holzunternehmers Friedrich Weyerhäuser war und das Haus erweiterte                                                                         |
| 4     | Cornell Pulpwood Stacker                        | Cornell Pulpwood Stacker                        | 1993 ID-Nr. 93001425 | Cornell Mill Yard Park 45° 10′ 29″ N, 91° 9′ 17″ W                                    | Cornell        | Von 1913 bis 1972 in Betrieb befindliche Holzförderanlage |
| 5     | Hotel Chippewa                                  | Hotel Chippewa                                  | 1994 ID-Nr. 94000598 | 16-18 North Bay Street 44° 56′ 4″ N, 91° 23′ 33″ W                                    | Chippewa Falls | 1915 errichtetes dreistöckiges Hotel |
| 6     | Marsh Rainbow Arch Bridge                       | Marsh Rainbow Arch Bridge                       | 1982 ID-Nr. 82000642 | Spring Street 44° 56′ 11″ N, 91° 23′ 26″ W                                            | Chippewa Falls | 1916 errichtete Bogenbrücke; einzige Brücke über den Duncan Creek, die das Hochwasser von 1934 überstand |
| 7     | McDonell Central Catholic High School           | McDonell Central Catholic High School           | 1982 ID-Nr. 82001840 | 3 South High Street 44° 55′ 50″ N, 91° 23′ 16″ W                                      | Chippewa Falls | 1907 im neoklassizistischen Stil errichtete katholische Schule; beherbergt heute das Heyde Center for the Arts |
| 8     | D. R. Moon Memorial Library                     | D. R. Moon Memorial Library                     | 1985 ID-Nr. 85003096 | East 4th Avenue 44° 57′ 44″ N, 90° 56′ 7″ W                                           | Stanley        | 1901 im neoklassizistischen Stil errichtete Bibliothek; benannt nach dem Holzunternehmer DeLos R. Moon |
| 9     | Notre Dame Church and Goldsmith Memorial Chapel | Notre Dame Church and Goldsmith Memorial Chapel | 1983 ID-Nr. 83003369 | 117 Allen Street 44° 56′ 9″ N, 91° 23′ 12″ W                                          | Chippewa Falls | Von 1870 bis 1872 unter Führung des Geistlichen Charles Goldsmith aus Sandstein errichtete katholische Kirche; die nach Goldsmith benannte Kapelle wurde 1894 errichtet |
| 10    | L.I. Roe House                                  |                                                 | 1980 ID-Nr. 80000112 | 410 North Franklin Street 44° 57′ 48″ N, 90° 55′ 53″ W                                | Stanley        | Im Colonial Revival genannten Baustil errichtetes Wohnhaus |
| 11    | Sheeley House                                   | Sheeley House                                   | 198 ID-Nr. 85001949  | 236 West River Street 44° 55′ 58″ N, 91° 23′ 40″ W                                    | Chippewa Falls | 1884 aus Backsteinen in Italianate-Stil errichteter Saloon |
| 12    | Z. C. B. J. Hall                                | Z. C. B. J. Hall                                | 1992 ID-Nr. 92000812 | WI 27 45° 2′ 19″ N, 91° 8′ 46″ W                                                      | Town of Arthur | 1907 errichtetes Versammlungshaus der Zapadni Ceska Bratrska Jednota, einer Organisation tschechischer Einwanderer |